# بيت ايشيل
بيت ايشيل (بالعبرية: בית אשל) هي مستوطنة يهودية تقع في صحراء النقب، وتبعد كيلومترين جنوب بئر السبع، تأسست في عام 1943 في عهد الانتداب البريطاني على فلسطين ضمن نقاط المراقبة الثلاثة إلى جانب رفيفيم وجفولوت. اُخليت عام 1948 بعد تدميرها من قبل القوات المصرية.

## الاسم
بحسب الصندوق القومي اليهودي فالاسم يعني "بيت الأثلاء" ويشير إلى الأثل التي زرعها إبراهيم في بئر السبع.

## التاريخ
وكان رواد بيت ايشيل من الناجين من المحرقة وهم من النمسا وتشيكوسلوفاكيا والمانيا. باعتبار بيت ايشيل واحدة من البؤر الاستيطانية الثلاث، تم تكليف سكانها بالتحقق من جدوى الزراعة في المنطقة بناءً على تحليل المناخ، وتوافر المياه، وما إلى ذلك. في عام 1947، كان عدد سكان القرية أكثر من 100 نسمة.
في مايو 1948، عندما غزت مصر إسرائيل في المراحل الأولى من الحرب العربية الإسرائيلية عام 1948، تم عزل بيت ايشيل عن الأراضي اليهودية وتعرضت لقصف شديد من قبل المصريين. وفقاً للهاغاناه، فقد تم صد الهجوم، إلا أنه قُتل 8 رجال ونساء، ودُمرت أو تضررت العديد من المباني، وواصل المصريون إطلاق النار على القرية بشكل متقطع. في أكتوبر 1948، مع استيلاء الجيش الإسرائيلي على مدينة بئر السبع، استعادت إسرائيل بيت ايشيل، ولكن سُكانها لم يتمكنوا من مواجهة الدمار واسع النطاق، فقرروا التخلي عن المستوطنة وإقامة موشاف جديد اسمه هَيوغيف في وادي يزرعيل.

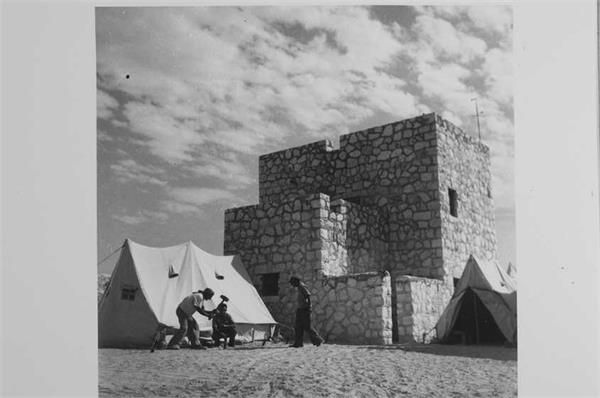
بيت ايشيل سنة 1945
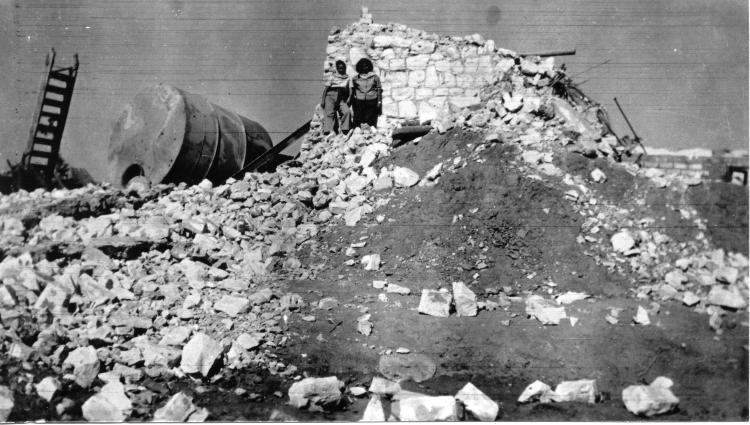
بيت ايشل بعد استعادتها من قبل الجيش الإسرائيلي عام 1948.

## موقع اثري
في عام 1960، انشأت مجموعة من سكان بئر السبع جمعية تطوعية للحفاظ على بيت ايشل كموقع تراث وطني.

## علم الآثار
كشفت الحفريات في بيت ايشيل في عام 2003 من قبل فريق مشترك من هيئة الآثار الإسرائيلية وقسم الآثار في جامعة بن غوريون في النقب عن شفرات منجل الصوان الغسولي من الألفية الخامسة قبل الميلاد، مما يشير إلى أن الموقع كان عبارة عن ورشة صوان غسولية نحاسية.